# Gisela von Poellnitz
Gisela Helene Georgine von Poellnitz (* 12. Januar 1911 in Pasing; † 14. September 1939, Vevey, in der Schweiz) war eine deutsche Journalistin und Widerstandskämpferin.

## Leben
Georgine Gisela von Poellnitz entstammt dem gleichnamigen Adelsgeschlecht. Ihr Vater war der Statistiker Dr. rer. pol. Gerhard von Poellnitz (1876–1946), die Mutter Maria Mlinarovic, in Wien gebürtig. Georgine Gisela von Poellnitz hatte einen Zwillingsbruder Friedrich, der nach 1945 mit Familie und der Mutter in Überlingen am Bodensee lebte. 
Georgine Gisela von Poellnitz soll bereits vor 1933 dem KJVD in Hamburg angehört haben und 1933 eine Zeitlang in Fuhlsbüttel inhaftiert gewesen sein. Mitte der 1930er Jahre arbeitete sie für United Press unter der Leitung von Gösta von Uexküll.
Georgine Gisela von Poellnitz gehörte bereits 1932/33 zum Gegner-Kreis um Harro Schulze-Boysen. Sie schloss sich 1936/37 dem um ihn gescharten Kreis von Gegnern des NS-Regimes an und gehörte zu den „Aktivisten, denen es nicht genügte, in privaten Zusammenkünften über die braune Tyrannei zu lamentieren.“
Im Reichsluftfahrtministerium (RLM) hatte sich der Sonderstab W des Generals der Flieger Helmuth Wilberg etabliert, der die faschistischen Hilfsaktionen für Francos Putschistenpartei lenkte. Vom RLM liefen geheime Fäden zu allen Franco-Putschisten, die gegen die Spanische Republik kämpften. Harro Schulze-Boysen sammelte alle Informationen, die er über den Sonderstab W erfahren konnte: Details über die deutschen Spanien-Transporte, über eingesetzte Offiziere und Truppen, über Unternehmen der deutschen Agenten. Da dieser Kreis an Gegnern des NS-Regimes zu dieser Zeit noch nicht über relevante Kontakte ins Ausland verfügte, bearbeitete er diese Fakten in einem Informationsbrief, den Gisela von Poellnitz in den Postkasten der Berliner sowjetischen Handelsvertretung warf. Da dieses Gebäude intensiv überwacht wurde, führte dies zur Verhaftung von Georgine Gisela von Poellnitz und auch von Harro Schulze-Boysen, da beide von der Gestapo verdächtigt wurden, Kontakt zu sowjetischen Stellen aufgenommen zu haben. Doch weder die Vernehmung noch die Haussuchung förderte belastende Informationen zutage. Heinrich Scheel erinnerte sich in diesem Zusammenhang an die Worte eines Gestapo-Kommissars: „Während des Spanischen Bürgerkrieges haben wir Leute von uns als Spione in die Internationale Brigade geschickt. Schulze-Boysen hat ihre Namen gewußt und den Roten übermittelt. Unsere Leute sind daraufhin an die Wand gestellt worden.“
Georgine Gisela von Poellnitz wurde nach ihrer Verhaftung erst nach einigen Monaten wieder freigelassen; sie hatte nichts verraten. Schulze-Boysen kam nach einem Verhör und einer Haussuchung mit einer Verwarnung durch seinen Arbeitgeber davon. Georgine Gisela von Poellnitz war weitläufig verwandt mit Libertas Schulze-Boysen, sie wohnte 1938 bei den Eltern in der Zweibrücker Straße Berlin-Spandau.
Georgine Gisela von Poellnitz erkrankte an Lungentuberkulose und wurde am 15. Juni 1939 von der Ärztin Elfriede Paul in ein Sanatorium in der Schweiz gebracht, in dem sie wenige Wochen später starb.

### Genealogie
- Gothaisches Genealogisches Taschenbuch der Adeligen Häuser 1941 A Uradel. Zugleich Adelsmatrikel der Deutschen Adelsgenossenschaft, Jg. 40, Justus Perthes, Gotha 1940, S. 407.